# Himmerland
Le Himmerland est une péninsule du Danemark qui constitue l'extrémité septentrionale du Jutland, la plus grande péninsule de ce pays. L'Himmerland est délimité à l'ouest et au nord par le Limfjord qui le sépare de l'île de Vendsyssel-Thy, à l'est par le Cattégat et au sud par le fjord de Mariager et le reste du Jutland. Aalborg, la quatrième ville la plus peuplée du Danemark, se trouve sur l'Himmerland, sur la rive du Limfjord.

## Géographie physique
Le Himmerland est essentiellement un pays de moraines, dont l'épaisseur atteint dans l'est en moyenne 75 à 100 m : c'est là que se trouve le point culminant de la région, le Rold Bavnehøj (114 m). Le relief est entaillé de larges vallées glaciaires, par exemple celle de Gravledalen. Les rivières qui ont creusé ces vallées au Vistulien, produites par la fonte des glaciers, se grossissaient des apports du Lac Ancylus.
Les coteaux des vallées ont été aplanis par l'érosion ; les dernières proéminences, comme la crête de Rebild Bakker, sont appelées « fausses collines » (falske bakker). Ce sont des lieux de cure appréciés. Le sous-sol est un banc de craie, exploité autrefois par les cimenteries d’Aalborg. Les carrières de Thingbæk au pied du Rebild Bakker se visitent.
Au centre de la presqu'île, il subsiste la deuxième plus grande forêt du Danemark, celle de Rold Skov, d'une superficie de 80 km2. La forêt de Trend Skov, dans le Himmerland occidental, n'a été plantée que vers 1900. Deux prairies classées, celles d’Oudrup Østerhede et de Lundby Hede, se trouvent dans le nord-ouest. La dernière tourbière ombrotrophe du Danemark, et la plus étendue de la forêt tempérée décidue d'Europe du Nord,  Lille Vildmose, se trouve dans la moitié est du Himmerland.

## Le terroir

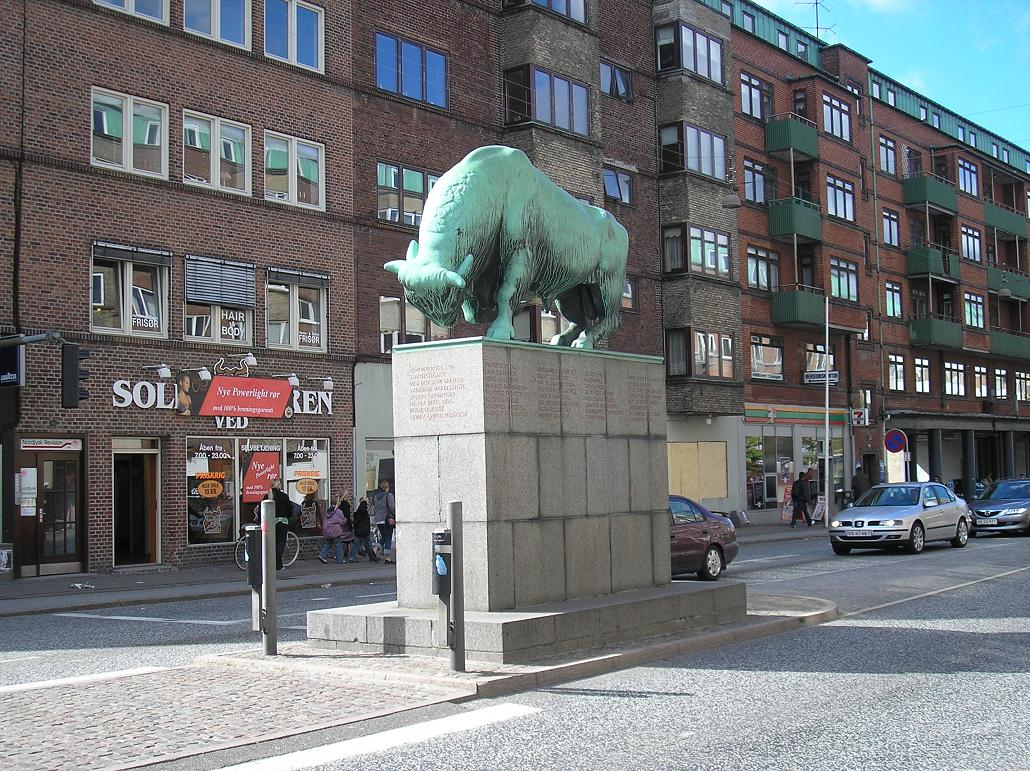
Un symbole du Himmerland : le Taureau cimbre (Kimbern-Stier) d’Anders Bundgaard (1937), à Aalborg.

L'identité des habitants du Himmerland s'est nouée autour de la croyance selon laquelle cette péninsule aurait été, au Ier siècle avant notre ère, la terre d'origine des guerriers cimbres. Le géographe Claude Ptolémée situait, au IIe siècle, le territoire de ce peuple (« Chersonèse cimbrique ») au Nord de la péninsule jute ; en 1622, l’historiographe danois Claus Chr. Lyschander pensait pouvoir préciser qu'ils occupaient en fait le Himmerland, mais le seul indice en faveur de sa théorie est la parenté phonétique entre les mots cimbri/chimbri/himmer- : les fouilles archéologiques n’ont à ce jour livré aucune confirmation de la présence d'un peuple dans ces parages autour de l'an 120 av. J.-C. Cette affirmation est cependant à nuancer avec la découverte en 1929 et la fouille à partir des années 1990 de la fortification de Borremose.
Mais aux XIXe et XXe siècles, la foi dans l'héritage des Cimbres historiques s'est effectivement ancrée dans l'imagination collective. Johannes V. Jensen (1873–1950), prix Nobel de Littérature natif de Farsø dans le Himmerland, en a fait un motif de son roman « La campagne des Cimbres » (Cimbrernes Tog, 1922). En Allemagne, il a gagné la célébrité par ses « Histoires du Himmerland » (Himmerlandshistorier, 1898–1910). Pour lui, l'une des spécificités des gens du Himmerland était leur entêtement inutile, qu'il considérait avec un mélange d'ironie et de respect. Jensen lui-même se reconnaissait dans les particularismes de la communauté paysanne de son village. 
Le sculpteur Anders Bundgaard (1864–1937), originaire de Rebild, a fait de son « taureau cimbre » un symbole du Himmerland. Sa sculpture de granit (Cimbrerstenen) de 1924 aux formes de taureau a été exposée à Rebild Bakker,. Depuis 1937, le moulage en bronze Cimbrertyren domine la rue de Vesterbro dans le centre d'Aalborg.